# Torcy-le-Grand (Aube)
Torcy-le-Grand és un municipi francès situat al departament de l'Aube i a la regió del Gran Est. L'any 2007 tenia 422 habitants.

## Demografia

### Població
El 2007 la població de fet de Torcy-le-Grand era de 422 persones. Hi havia 180 famílies de les quals 36 eren unipersonals (12 homes vivint sols i 24 dones vivint soles), 80 parelles sense fills, 56 parelles amb fills i 8 famílies monoparentals amb fills.
La població ha evolucionat segons el següent gràfic:
Habitants censats

### Habitatges
El 2007 hi havia 191 habitatges, 178 eren l'habitatge principal de la família, 5 eren segones residències i 8 estaven desocupats. 187 eren cases i 4 eren apartaments. Dels 178 habitatges principals, 141 estaven ocupats pels seus propietaris, 34 estaven llogats i ocupats pels llogaters i 3 estaven cedits a títol gratuït; 1 tenia una cambra, 9 en tenien dues, 23 en tenien tres, 66 en tenien quatre i 79 en tenien cinc o més. 115 habitatges disposaven pel capbaix d'una plaça de pàrquing. A 74 habitatges hi havia un automòbil i a 94 n'hi havia dos o més.

### Piràmide de població
La piràmide de població per edats i sexe el 2009 era:
| Homes | Edats   | Dones |
| ----- | ------- | ----- |
| 0     | 95 o +  | 0     |
| 4     | 90 a 94 | 0     |
| 0     | 85 a 89 | 4     |
| 0     | 80 a 84 | 0     |
| 12    | 75 a 79 | 0     |
| 0     | 70 a 74 | 8     |
| 16    | 65 a 69 | 12    |
| 12    | 60 a 64 | 20    |
| 4     | 55 a 59 | 4     |
| 16    | 50 a 54 | 16    |
| 12    | 45 a 49 | 0     |
| 20    | 40 a 44 | 20    |
| 28    | 35 a 39 | 24    |
| 8     | 30 a 34 | 8     |
| 16    | 25 a 29 | 20    |
| 16    | 20 a 24 | 4     |
| 16    | 15 a 19 | 20    |
| 16    | 10 a 14 | 16    |
| 16    | 5 a 9   | 8     |
| 12    | 0 a 4   | 4     |

## Economia
El 2007 la població en edat de treballar era de 272 persones, 205 eren actives i 67 eren inactives. De les 205 persones actives 193 estaven ocupades (107 homes i 86 dones) i 12 estaven aturades (3 homes i 9 dones). De les 67 persones inactives 29 estaven jubilades, 16 estaven estudiant i 22 estaven classificades com a «altres inactius».

### Ingressos
El 2009 a Torcy-le-Grand hi havia 185 unitats fiscals que integraven 459,5 persones, la mediana anual d'ingressos fiscals per persona era de 18.964 €.

### Activitats econòmiques
Dels 16 establiments que hi havia el 2007, 1 era d'una empresa alimentària, 3 d'empreses de fabricació d'altres productes industrials, 4 d'empreses de construcció, 2 d'empreses de comerç i reparació d'automòbils, 4 d'empreses de transport, 1 d'una empresa financera i 1 d'una empresa immobiliària.
Dels 3 establiments de servei als particulars que hi havia el 2009, 1 era un guixaire pintor, 1 lampisteria i 1 electricista.
L'any 2000 a Torcy-le-Grand hi havia 10 explotacions agrícoles que ocupaven un total de 696 hectàrees.

## Equipaments sanitaris i escolars
El 2009 hi havia una escola elemental.

## Poblacions més properes
El següent diagrama mostra les poblacions més properes.